# Курушин Михайло Олександрович
Михайло Олександрович Курушин (10 березня 1949, Молотов — 19 травня 2010, с-ще Кусьє-Олександрівський, Горнозаводський район Пермський край) — художник, графік, гравер, ілюстратор, член Спілки художників Росії. Художній редактор Пермського книжкового видавництва (1975—1984). Проілюстрував понад сто книжкових видань.

## Біографія

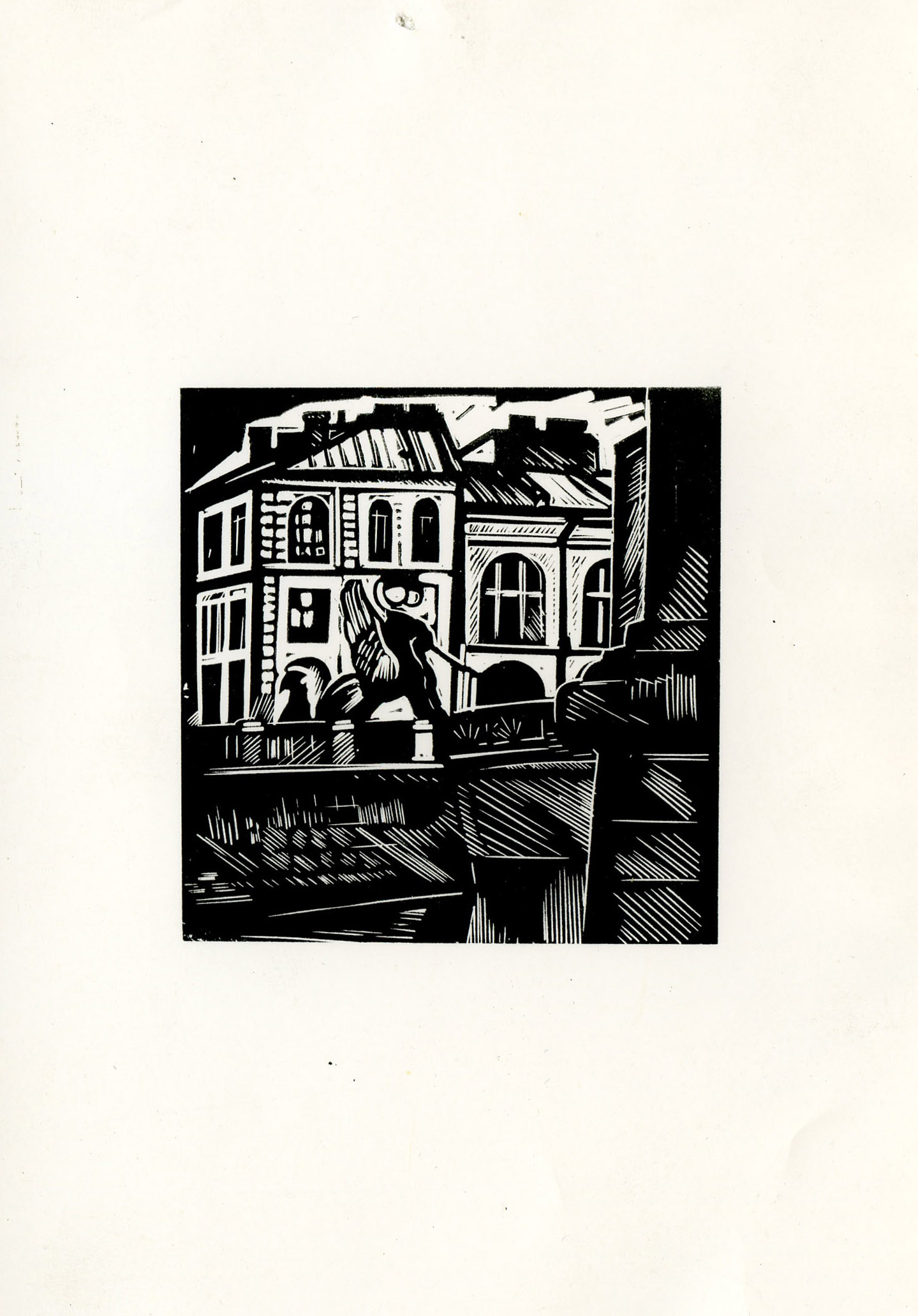
«Банківський міст». Із серії гравюр «Петербург-Ленінград»

Михайло Курушин народився 10 березня 1949 року. Його дитинство і юність пройшли в Пермі. Займаючись у середній школі № 9 Сталінського району, Міша вісім років навчався в музичній школі і отримав свідоцтво на викладання музики в загальноосвітній школі у віці 14 років. Також відвідував гурток образотворчого мистецтва у Палаці піонерів. У п'ятому класі прийшло визнання таланту художника: ілюстрації до казок А. С. Пушкіна отримали вищу нагороду на міжобласній виставці. Роботи відправили в Москву на всесоюзну виставку, де вони отримали нову нагороду — три місяці путівки в «Артек». Після поїздки наставником юного художника ставати Анатолій Дьомін, який направив юнака на навчання в Ярославль.
У 1968-му році закінчив Ярославське художнє училище, потім в 1975-му — Ленінградський Ордена Трудового Червоного Прапора інститут живопису, скульптури та архітектури імені І. Ю. Рєпіна за спеціальністю «графіка». Примітно, що студент Курушин здав на одному з заліків замість 3-5 робіт — 135 і за високою оцінкою комісії було відрядження в Німеччину, в Дрезденську галерею. Набув досвіду в Прибалтиці, Криму. Повернувся до Пермі, потім служив у лавах Радянської Армії (1976—1977).
У 1975 році прийшов у Пермське книжкове видавництво, де працював художнім редактором. У 1983 році молодого художника приймають у Спілку художників СРСР (рекомендація від Заслуженого художника Росії Олега Дмитровича Коровіна). На творчу роботу перейшов у 1984 році. Викладав у Пермському відділенні Академії мистецтв.
У 2004 році переїхав у м. Горнозаводськ Пермського краю. Помер від швидкоплинної пневмонії і похований на горнозаводському цвинтарі біля узлісся.

### Родина
Батько — Олександр Іванович Курушин, мати — Лідія Дмитрівна Курушина.
Прадід Павло Полуектович Полигалов.

## Творчість

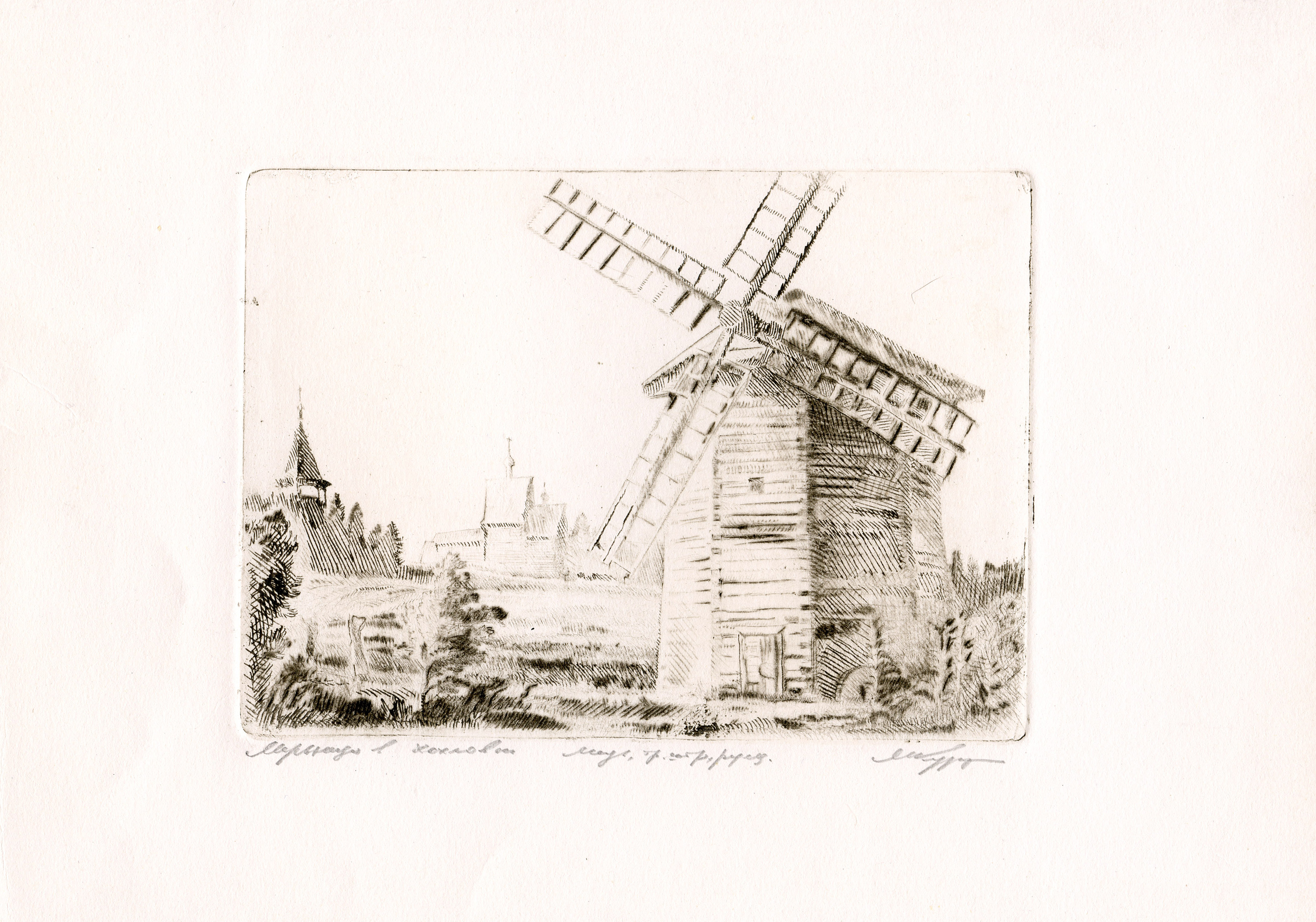
«Млин у Хохловці»
(вітряк, XIX ст. із с. Шихири Очерського району). Мідь, різець.

Михайло Курушин починав творчий шлях як графік-ілюстратор. Артистично грав і співав на гітарі. Його роботи в станковій графіці — це пейзажі, портрети, інтер'єри. Також малював олівцем, пастеллю і сангіною. Одна з перших графічних серій майстра-початківця побачила світ у збірнику Вільяма Шекспіра «Трагедії. Сонети» у 1978 році. У цьому ж році відбулася його перша персональна виставка.
Найбільш цікаві графічні листи художника з виставки «Урал соціалістичний—80» включили в експозицію художньої виставки «Радянська Росія» Центрального виставкового залу Спілки художників СРСР. Критики особливо відзначають яскраві роботи до поезій Ф. І. Тютчева, О. О. Блока, М. Ю. Лермонтова. Зі збірників пермських поетів примітні «Лірика» А. Решетова, проза І. Лепіна, В. Байгулова. Його творчість «піднімає ілюстрацію на рівень справжнього мистецтва».
Дослідники виділяють краєзнавчу складову творчості Михайла Курушина: це пейзажі гірничозаводського Уралу (художник особливо часто виїжджав у селище Кусьє-Олександрівський Горнозаводського району, де жила його мама Лідія Дмитрівна). Офорти з серії «Стара Перм» «Будинок благородних зборів на вул. Сибірській» та «Гостинний двір на вулиці Сибірській і Покровській» стали листівками. Створені офорти, присвячені Архітектурно-етнографічному музею «Хохловка» та ін. На пермській вулиці Кисловодській, яку особливо примітили художники, Михайло Олександрович сконструював такі інтер'єрні образи, як «Вікно», «Інтер'єр», «Майстерня».

Новою життєвою віхою з'явилося створення у 1986 році серії алегоричних ілюстрацій до збірки натурфілософських і ліричних віршів російських та радянських поетів «…І зірка з зіркою говорить». Це роздум про Космос і про Людину як жителя Всесвіту. Художник зобразив Всесвіт нескінченним і заповненим незліченною безліччю світів, що перебувають у взаємному тяжінні і відштовхуванні. У книзі картини Михайла Курушина з'єднали матерію, час і простір в «океан вічності».

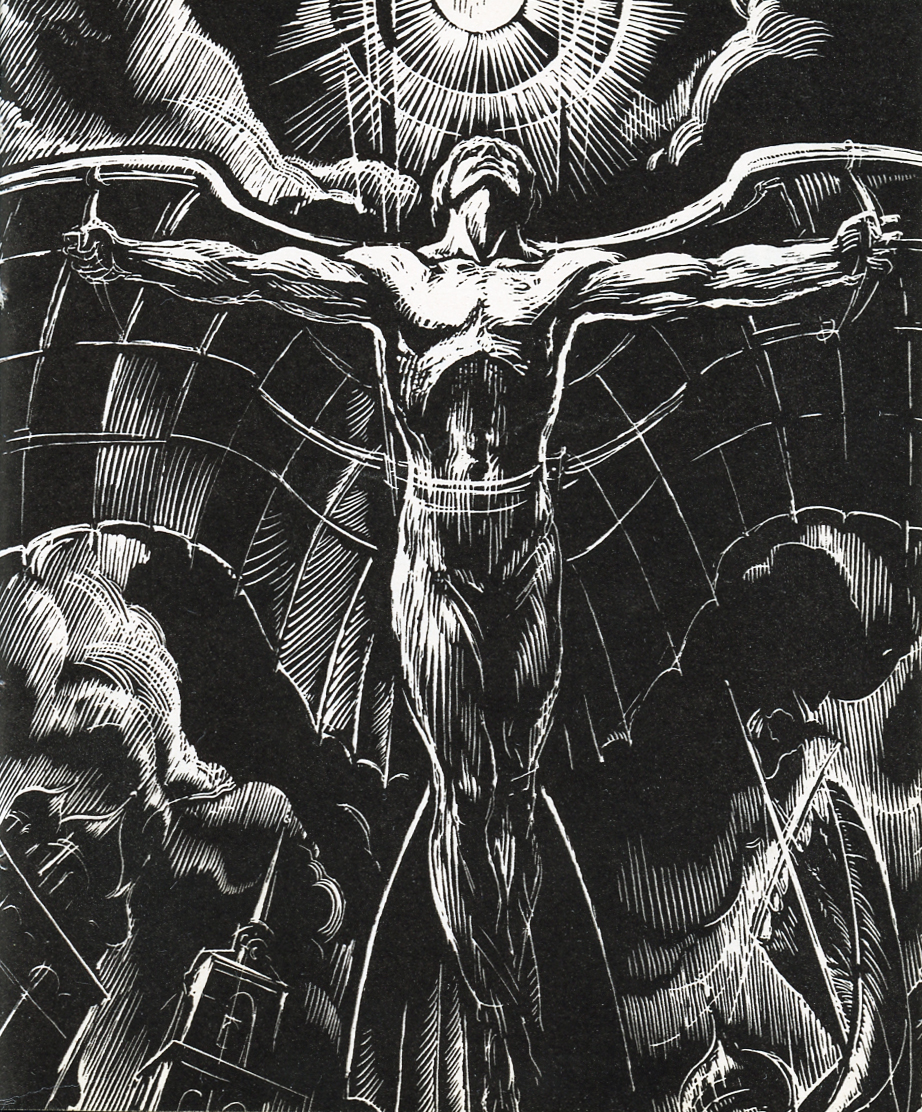
«Ікар»
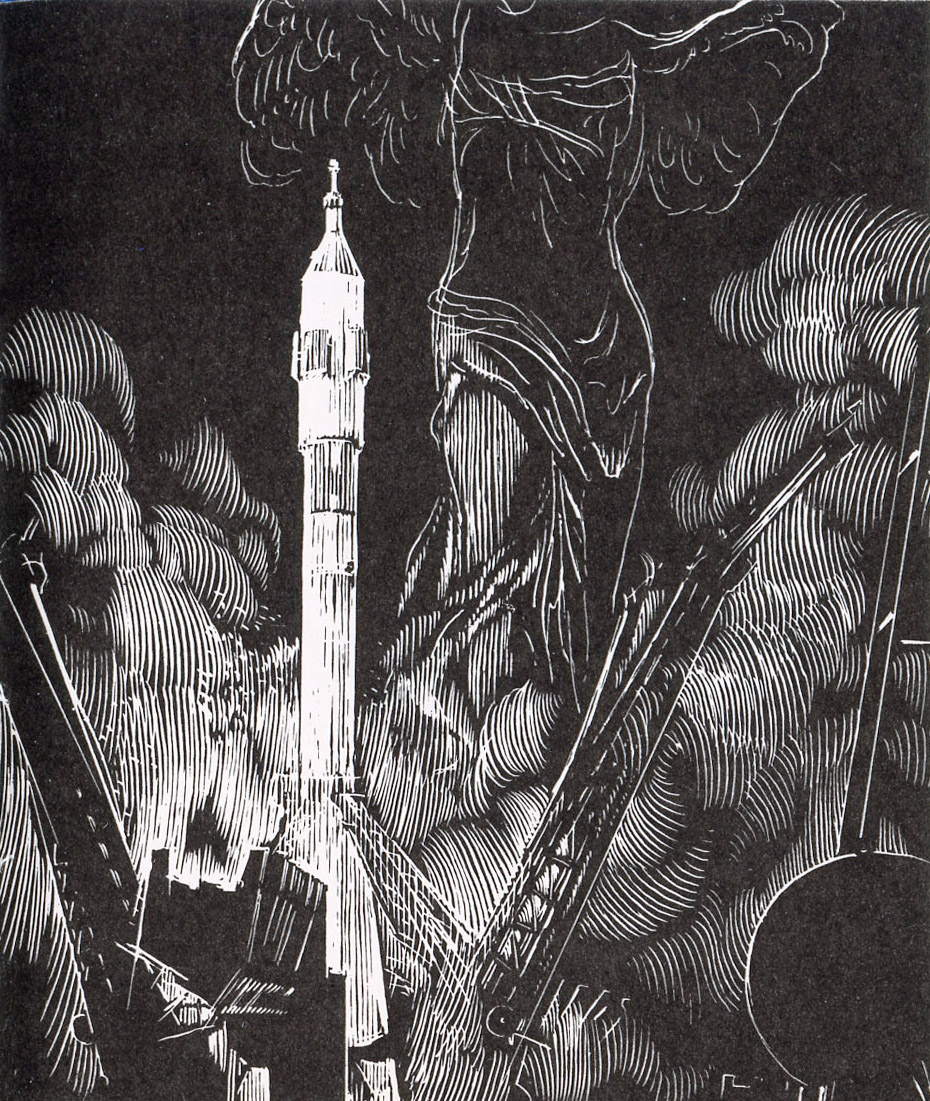
«Ніка»
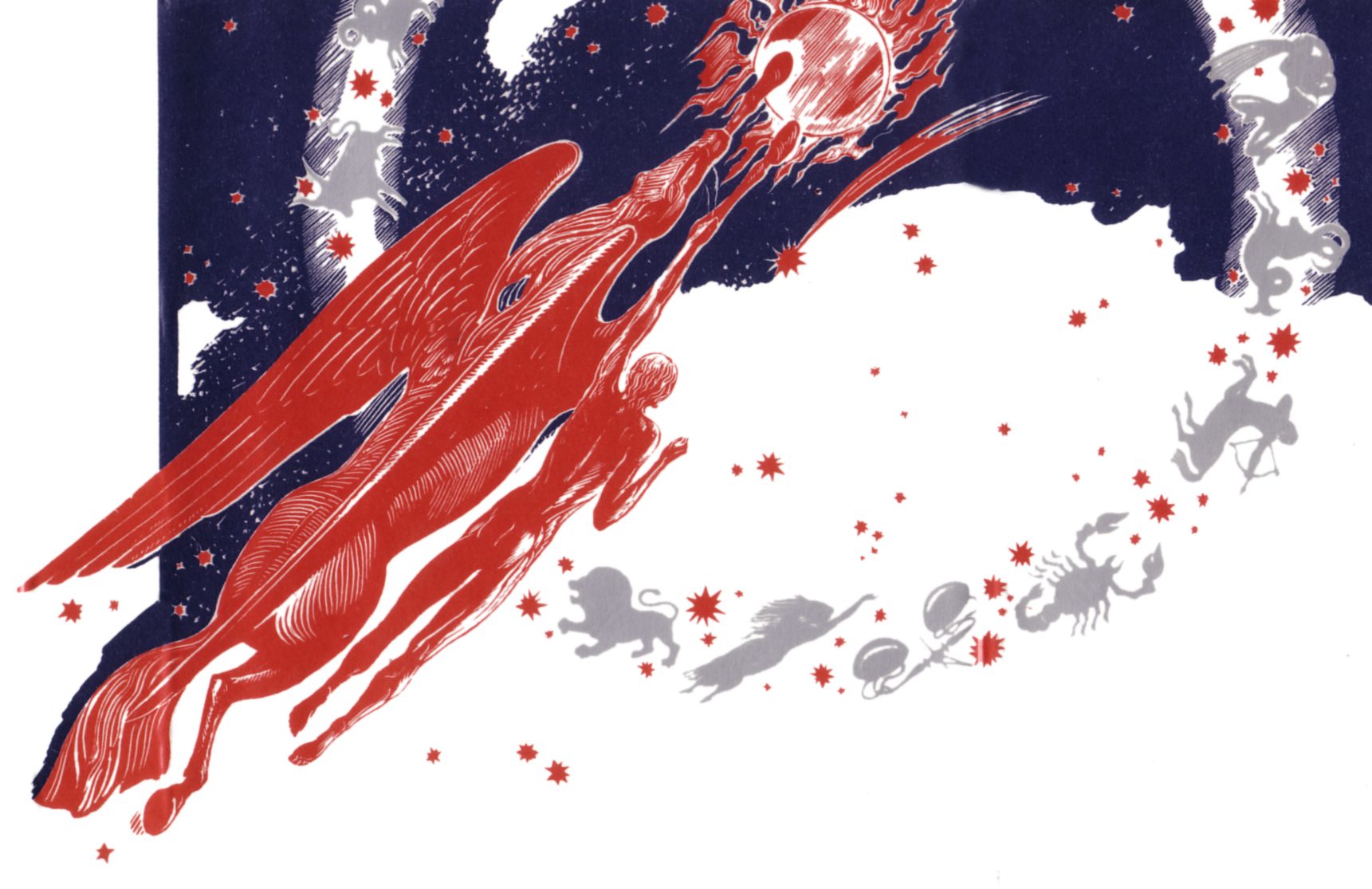
«Людина на вітрі часу»
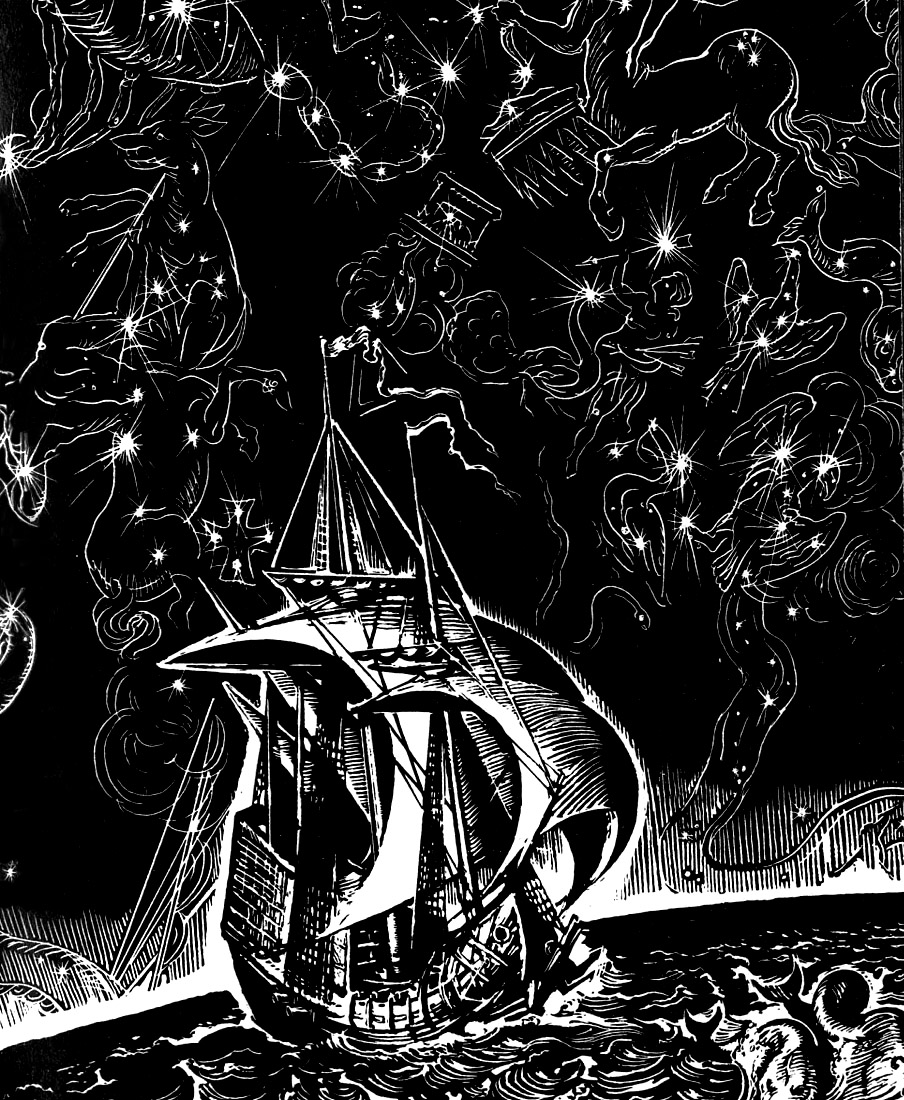
«Корабель надії несучої»
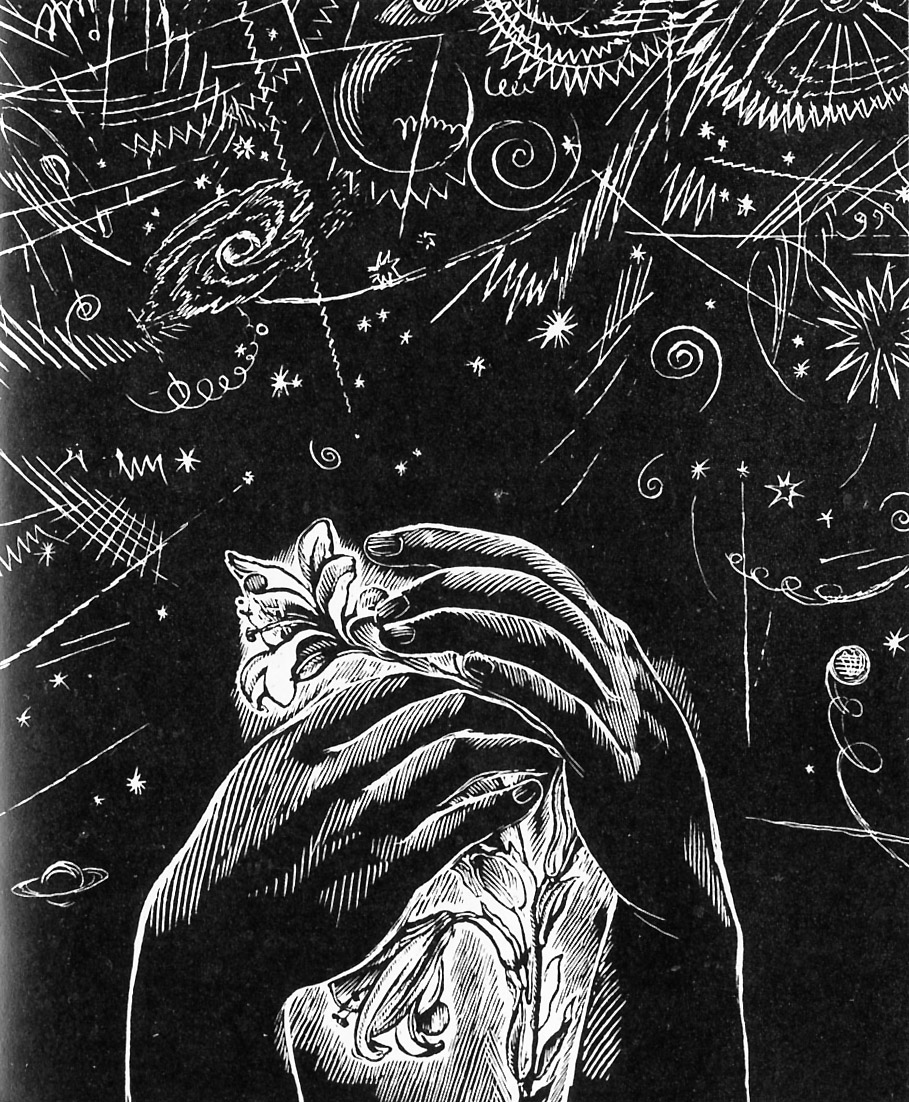
«Квітка в долонях»

В останні десятиліття художник часто звертався до євангельських тем, він зображував ангелів, святих, окремі сцени з біблійних оповідань. У цей же час з'являються твори в олійному живописі — портрети письменників і поетів, художників і музикантів.
Роботи Михайла Олександровича Курушина зберігаються в музейних колекціях (наприклад, в Горнозаводському краєзнавчому музеї), приватних зібраннях Росії і зарубіжжя (в Америці, Мексиці, Франції, Німеччини, Швейцарії).
Мистецтвознавці характеризують манеру письма майстра як «моделювання великим „гранованим“ мазком, що нагадує іноді графічне штрихування», «яскраве, багатобарвне письмо, розкриває колористичний дар». У живописі М. О. Курушин «волів великі плани, світлий холодний колорит, складні фактурні розробки, контрастні поєднання світлих і темних предметів, різкі колірні акценти, щільність кольору, динамічність мазка».

## Література

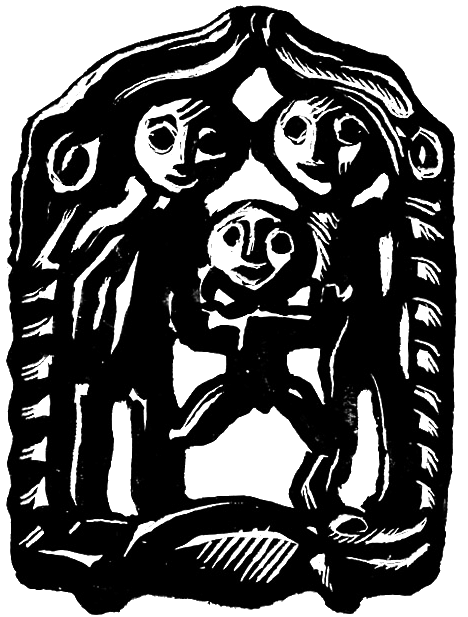
Пермський звіриний стиль М. О. Курушина